# Drukarnia Królewska
Drukarnia Królewska (Imprimerie Royale) – paryska drukarnia założona w XVII wieku, działająca do dziś pod nazwą Imprimerie Nationale.
Drukarnia została założona przez Ludwika XIII w 1640 roku z inicjatywy kardynała Richelieu. Swoją siedzibę miała w Paryżu na parterze Luwru i miała obsługiwać kancelarię królewską. Drukarnia posiadała dużą ilość czcionek, w tym czcionki dla pisma orientalnego sprowadzone w 1632 roku przez francuskiego posła Savary’ego de Brevesa, antykwę i kursywę zwaną Caractères de l’Université, której pomysłodawcą był Jan Jannon oraz czcionkę grecką Grecs du roi autorstwa Garamonda. Drukarnia miała wydawać pisma wyjątkowe ze specjalnymi dodatkami, niespotykanymi w innych drukarniach. Z tego powodu w 1692 roku Francuska Akademia Umiejętności powołała komisję pod przewodnictwem Mikołaja Jaugeona w celu zaprojektowania kształtu liter. Za sprawą Filipa Grandjeana, opracowano nowy krój pisma, Romain du Roi i w tym samym roku opracowano również nowy zasób typograficzny, dzięki czemu w 1745 roku drukarnia dysponowała 21 kompletami czcionek. W 1727 roku dla potrzeb drukarni otworzono odlewnię czcionek. Do 1789 roku istniała pod nazwą Drukarnia Królewska, a następnie kilkakrotnie zmieniała nazwy. Podczas rewolucji nazywała się Drukarnia Rządu Rewolucyjnego (Imprimerie de la République), a za czasów Napoleona I istniała pod szyldem Drukarnia Cesarska. W 1870 roku drukarnia zmieniła nazwę na Imprimerie Nationale i działa do dziś.

## Druki
Pierwotnie wydawano druki religijne m.in. Imitatio Christi, a także autorów starożytnych Wergiliusza, Horacego, Swetoniusza. W 1645 roku spod jej prasy wyszła dziesięciotomowa Biblia Polyglotta. W 1694 roku wydano słownik encyklopedyczny oraz prace przyrodnicze Buffona m.in. historię naturalną w 44 tomach czy historię Burbonów w 5 woluminach. Za sprawą Antoniego Vintre spod prasy drukarni wyszły gramatyki języka tureckiego, arabskiego czy syryjskiego. Drukowano również dzieła w zakresie sztuki i architektury. W okresie rewolucji francuskiej drukarnia powielała akta urzędowe i wydała Kodeks Napoleona oraz relacje z pobytu cesarza w Egipcie pt. Description de l’Égypte. W 1793 roku w drukarni pracowało 166 pracowników w tym 49 zecerów i 82 pracowników obsługujących prasę.
Większość druków była bogato zdobiona i opatrzona wieloma ilustracjami, tłoczona pięknymi czcionkami i drukowana na wysokiej klasy papierze.